# Notophthiracarus mirus
Notophthiracarus mirus är en kvalsterart som beskrevs av Wojciech Niedbała 2000. Notophthiracarus mirus ingår i släktet Notophthiracarus och familjen Phthiracaridae. Inga underarter finns listade i Catalogue of Life.